# Peter Wells
Peter Kenneth Wemls (Portsmouth, 1965) es un jugador y escritor de ajedrez británico, que tiene el título de gran maestro desde 1994. Wells ha sido campeón británico de partidas rápidas en los años 2002, 2003 y 2007. En la lista de Elo de la FIDE de julio de 2015, tenía un Elo de 2448 puntos, lo que le convertía en el jugador número 24 (en activo) de Inglaterra. Su máximo Elo fue de 2545 puntos, en la lista de julio de 1995 (posición 175 en el ranking mundial).

## Obras
- Wells, Peter (1998). The Scotch Game (en inglés). Sterling. ISBN 978-0713484663.
- — (2004). Winning With the Trompowsky (en inglés). Sterling. ISBN 978-0713487954.
- — (2006). Chess Explained - The Queen's Indian (en inglés). Gambit Publications. ISBN 978-1904600497.
- — (2007). Grandmaster Secrets – The Caro-Kann (en inglés). Gambit Publications. ISBN 978-1904600619.